# Højer (Tønder Kommune)
Højer (deutsch Hoyer) ist eine Stadt in Sønderjylland.
Sie liegt in der Tonderner Marsch (dän. Tøndermarsken) in der Nähe des Wattenmeeres. Die Stadt in der Tønder Kommune, Region Syddanmark, bildet das Højer Sogn. Højer ist eine alte Stadt in der Marsch, die hinter den Deichen gebaut wurde und sich in einem der am dünnsten besiedelten Gebiete Dänemarks befindet.
Heute ist es eine kleine Industriestadt mit Möbelfabriken und der Firma Højer Pølser, bekannt für süderjütländische Wurst.

## Geschichte
Ursprünglich gehörte das Gebiet zum Rechts- und Verwaltungsbezirk der Hoyerharde. Der Flecken Hoyer konnte sich früh davon lösen und bildete fortan ein eigenes Birk. Er hatte als Handelsplatz Bedeutung, was immer wieder zu Streitigkeiten mit der Bürgerschaft der Stadt Tondern führte. Birk und Harde gehörten zum Amt Tondern. Hoyer diente zunehmend als Außenhafen Tonderns, nachdem dieses infolge der Marschgewinnungen eine Inlandstadt wurde.
Hoyers Bedeutung als Hafenort nahm durch den Bäderverkehr nach Sylt noch zu. Schon seit 1859 gab es einen Postdampfer nach Munkmarsch auf Sylt. Hoyer wurde durch eine Stichbahn nach Tondern mit der Marschbahn verbunden.
1864 fiel das Herzogtum Schleswig an Preußen. Während der Flecken Hoyer seinen Status behielt, wurde das Landkirchspiel in die vier eigenständigen Landgemeinden Ruttebüll, Ruttebüllerkoog, Alter Friedrichenkoog und Neuer Friedrichenkoog geteilt. Um die Jahrhundertwende wurden die beiden Koogsgemeinden zur Gemeinde Friedrichenkoog zusammengelegt. Ruttebüll kam bei der Bildung der Amtsbezirke 1889 zum Amtsbezirk Neukirchen, die drei anderen Gemeinden bildeten den Amtsbezirk Ruttebüllerkoog.
Bei der Volksabstimmung 1920 über die Staatszugehörigkeit stimmten in der Landgemeinde 119 Wahlberechtigte für Deutschland und 74 für Dänemark, im Flecken 581 für Deutschland und 219 für Dänemark. Trotz dieser eindeutigen Mehrheitsverhältnisse kam Hoyer zu Dänemark, da es zur ersten Zone gerechnet wurde, in der nur das Gesamtergebnis zählte. Somit wurde Hoyer/Højer Grenzort. Der Flecken und die wieder vereinigte Landgemeinde kamen an das neu gestaltete Tønder Amt. Højer gehörte wie Tønder und andere Grenzorte zu den Schwerpunkten der deutschen Minderheit in Nordschleswig.
Højer befand sich jetzt in einer Sackgassenlage. Die Bäderverkehr nach Sylt ging weiter, da Dänemark noch deutschen Transitverkehr gestattete. Die Direktzüge wurden an der Grenze plombiert und fuhren über Tønder nach Højer Sluse (deutsch Hoyer Schleuse), von wo aus Passagiere und Post mit dem Fährschiff nach Sylt befördert wurden. So konnte auf eine Zollkontrolle verzichtet werden. Als 1927 der Hindenburgdamm eingeweiht wurde, verlor Højer die Überfahrt nach Sylt. Mit der Fertigstellung des Römdammes (dänisch Rømødæmningen) 1948 verschwand die Fährverbindung von Højer Sluse nach Kongsmark auf Röm (dänisch Rømø).
Bis 1970 waren die Fleckensgemeinde und die Landgemeinde selbständige Einheiten. Seit 1970 bildeten sie gemeinsam mit den Nachbarkirchspielen Hjerpsted Sogn (deutsch Jerpstedt), Emmerlev und Daler die einheitliche Kommune Højer Kommune, die ihrerseits nach einer Kommunalreform 2007 in der Tønder Kommune aufgegangen ist.
Gestärkt wurde die Gemeinde durch neue Bedeichungen und die Anlage einer weiteren Schleuse an der nach Westen verschobenen Mündung der Vidå.

## Wirtschaft und Kultur
Højer lebt vor allem vom Grenzhandel und vom Tourismus. Es gibt kleinere Handwerksbetriebe. Eine Teppichfabrik wurde zur Jugendinternatschule für Design umgebaut. Landesweit bekannt ist die Fleischerei „Højer Pølser“, die auf Würste nordschleswigscher Art spezialisiert ist. Die Lage im strukturschwachen Grenzgebiet ließ keine bedeutende Industrie entstehen. Aufbauend auf die Zweisprachigkeit der Region wurde mit verschiedenen Förderprogrammen seit Beginn der 1990er Jahre versucht, verstärkt Bildungs- und Tagungseinrichtungen zu etablieren.
In Højer gibt es eine dänische und eine deutsche Schule sowie zwei Jugendinternatschulen (Efterskole). Die deutsche Schule wurde im Juli 2011 geschlossen, da sie zu wenige Schüler hatte.

## Verkehr
Große Bedeutung hatte der Ort bis 1927 als Hauptfährhafen der Postschiffe nach Keitum und später nach Munkmarsch auf Sylt. Mit dem Bau des Hindenburgdammes verlor dieser Fährhafen an Bedeutung. Mit dem Verlust des Fährhafens wurde Anfang der 1930er Jahre der Personenverkehr auf der Bahnstrecke Tønder–Højer Sluse eingestellt. Bis in die 1960er Jahre verkehrten unregelmäßig Güterzüge auf dieser Verbindung, bis sie 1965 vollständig eingestellt und abgebaut wurde. Auf der Binnenseite der Schleuse liegt ein kleiner Anleger für Sportboote.

## Sehenswürdigkeiten
Die Kirche von Højer (dänisch Højer Kirke) ist eine in der zweiten Hälfte des 13. Jahrhunderts erbaute Tuffsteinkirche. In den 1300er Jahren wurde das Gelände um das Gebäude aufgefüllt, um zu verhindern, dass es von Sturmfluten erreicht wird.
Højer Mølle ist eine restaurierte niederländische Windmühle aus dem Jahre 1857. Mit einer Höhe von 22 Metern gilt die Mühle als eine der höchsten ihrer Art in Nordeuropa. Das Museum bietet Informationen über Schlösser, Marschen, Sturmfluten und die Seefahrer in der Region.
Auf dem Stadtplatz (dänisch Torvet) steht das Rathaus von Højer, ein kleines strohgedecktes Gebäude von 1803. In der Møllegade befindet sich Kiers Gaard, ein 1760 errichtetes stattliches Bauernhaus mit einer Hintergrundgeschichte bis in das 14. Jahrhundert.
Die Stadt Højer ist von alten Häusern und Bauernhöfen aus den 1700er und 1800er Jahren geprägt. Unter ihnen ist das älteste Haus der Stadt, das 1708 gebaute Lise Hus. Im Garten des Hauses befindet sich eine Rekonstruktion des Stadtbrunnens von 1807. In der Nørregade liegt der  1760 gebaute Hindrichsens Gaard, ein Gebäude mit einem markanten Giebelhaus und großem Strohdach. Das Gebäude diente viele Jahre als Lebensmittelgeschäft der Stadt.
Der 1934 erbaute Wasserturm Højer dient seit 2015 als Aussichtsturm.
Etwas südlich von Højer führt die Vidå weiter westlich durch das Marschland nach Højer Sluse und direkt zum Deich nach Vidå Sluse. Bei der Vidå Sluse befindet sich eine Naturausstellung über das Wattenmeer und das Marschland.
Von Højer sind es acht Kilometer nach Rudbøl, zwölf Kilometer nach Tønder und 26 Kilometer nach Skærbæk.

## Persönlichkeiten
- Adolf Voss (1899–1972), deutscher Jurist

## Bilder

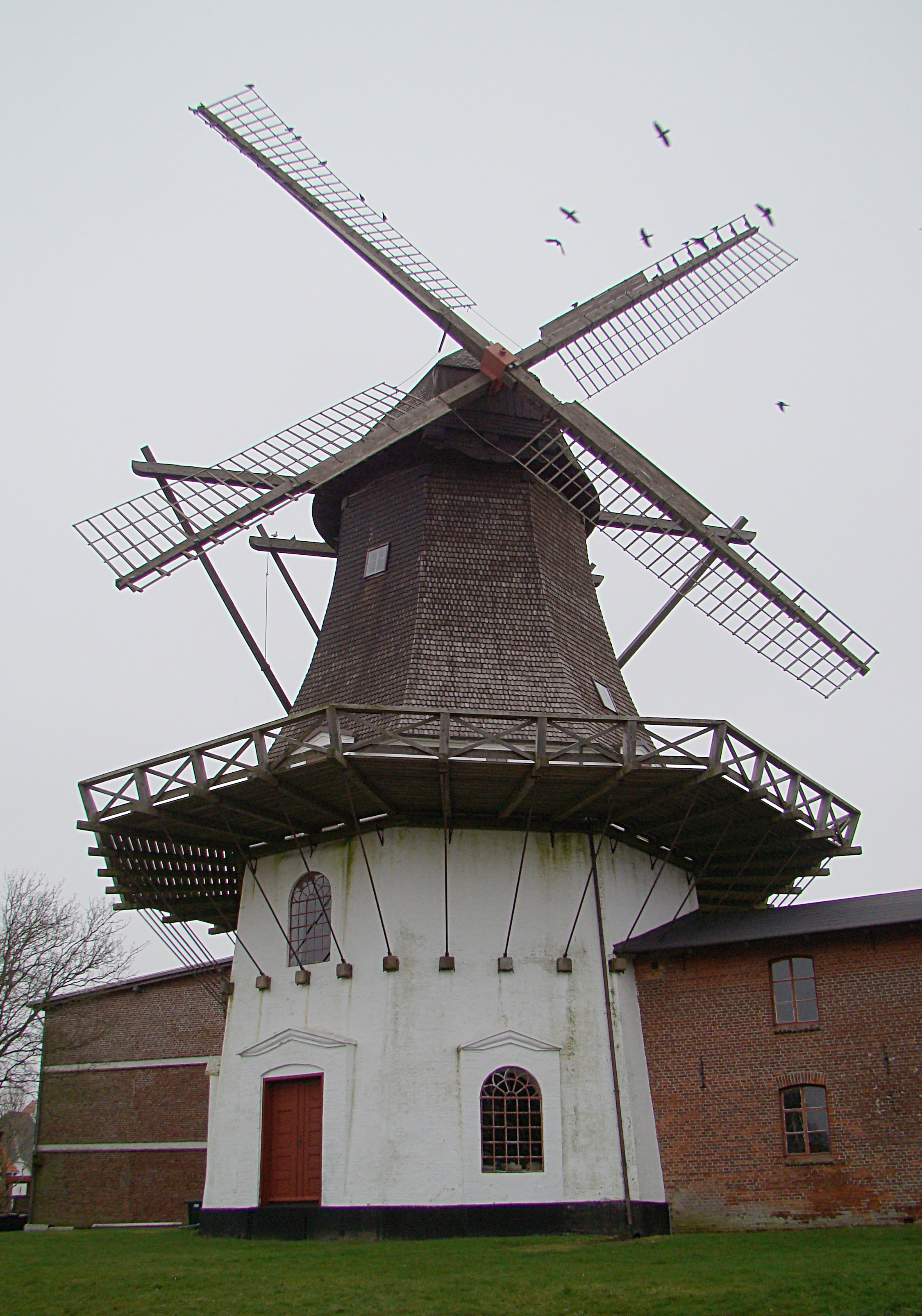
Højer Mølle
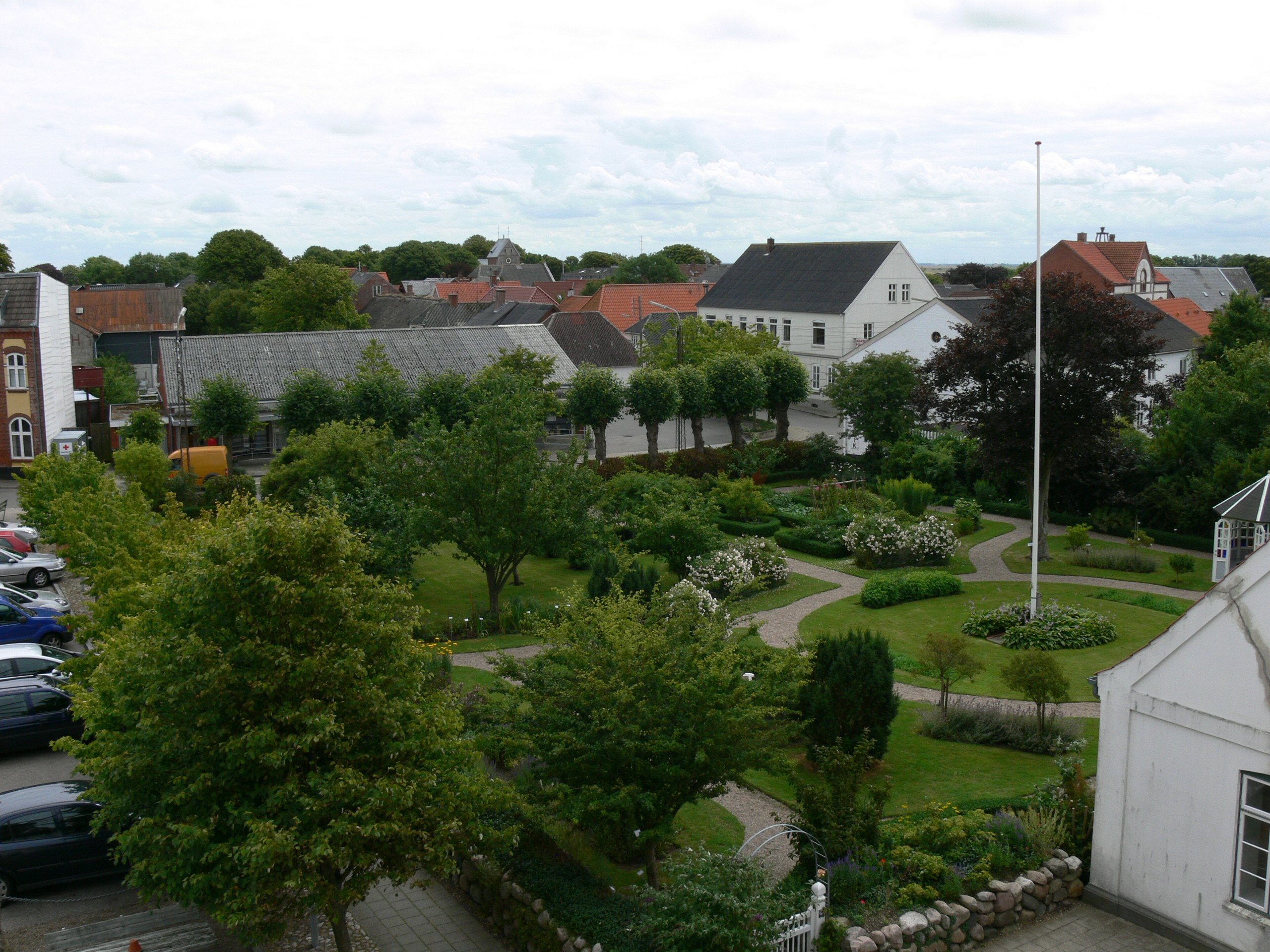
Møllehaven